# Saint-Loup-du-Gast
Saint-Loup-du-Gast és un municipi francès situat al departament de Mayenne i a la regió de País del Loira. L'any 2007 tenia 354 habitants.

## Demografia

### Població
El 2007 la població de fet de Saint-Loup-du-Gast era de 354 persones. Hi havia 128 famílies de les quals 32 eren unipersonals (16 homes vivint sols i 16 dones vivint soles), 28 parelles sense fills, 64 parelles amb fills i 4 famílies monoparentals amb fills.
La població ha evolucionat segons el següent gràfic:
Habitants censats

### Habitatges
El 2007 hi havia 163 habitatges, 128 eren l'habitatge principal de la família, 21 eren segones residències i 14 estaven desocupats. 158 eren cases i 4 eren apartaments. Dels 128 habitatges principals, 109 estaven ocupats pels seus propietaris, 18 estaven llogats i ocupats pels llogaters i 1 estava cedit a títol gratuït; 10 tenien dues cambres, 31 en tenien tres, 23 en tenien quatre i 64 en tenien cinc o més. 78 habitatges disposaven pel capbaix d'una plaça de pàrquing. A 63 habitatges hi havia un automòbil i a 50 n'hi havia dos o més.

### Piràmide de població
La piràmide de població per edats i sexe el 2009 era:
| Homes | Edats   | Dones |
| ----- | ------- | ----- |
| 0     | 95 o +  | 1     |
| 0     | 90 a 94 | 1     |
| 2     | 85 a 89 | 4     |
| 1     | 80 a 84 | 3     |
| 7     | 75 a 79 | 5     |
| 7     | 70 a 74 | 7     |
| 6     | 65 a 69 | 6     |
| 3     | 60 a 64 | 6     |
| 11    | 55 a 59 | 7     |
| 7     | 50 a 54 | 10    |
| 15    | 45 a 49 | 8     |
| 11    | 40 a 44 | 12    |
| 14    | 35 a 39 | 11    |
| 11    | 30 a 34 | 12    |
| 7     | 25 a 29 | 7     |
| 8     | 20 a 24 | 8     |
| 7     | 15 a 19 | 9     |
| 11    | 10 a 14 | 8     |
| 16    | 5 a 9   | 12    |
| 12    | 0 a 4   | 12    |

## Economia
El 2007 la població en edat de treballar era de 207 persones, 147 eren actives i 60 eren inactives. De les 147 persones actives 137 estaven ocupades (78 homes i 59 dones) i 10 estaven aturades (2 homes i 8 dones). De les 60 persones inactives 25 estaven jubilades, 25 estaven estudiant i 10 estaven classificades com a «altres inactius».

### Ingressos
El 2009 a Saint-Loup-du-Gast hi havia 126 unitats fiscals que integraven 350 persones, la mediana anual d'ingressos fiscals per persona era de 16.043,5 €.

### Activitats econòmiques
Dels 12 establiments que hi havia el 2007, 1 era d'una empresa de fabricació d'altres productes industrials, 5 d'empreses de construcció, 4 d'empreses de comerç i reparació d'automòbils, 1 d'una empresa immobiliària i 1 d'una empresa de serveis.
Dels 4 establiments de servei als particulars que hi havia el 2009, 2 eren paletes i 2 fusteries.
L'any 2000 a Saint-Loup-du-Gast hi havia 19 explotacions agrícoles que ocupaven un total de 742 hectàrees.

## Equipaments sanitaris i escolars
El 2009 hi havia una escola elemental.

## Poblacions més properes
El següent diagrama mostra les poblacions més properes.